# Lista de herdeiros do trono saudita
Esta é uma lista de indivíduos que foram, em dado período de tempo, considerados os herdeiros do trono do Reino da Arábia Saudita (1932-presente), em caso de abdicação ou morte do monarca incumbente. Os herdeiros (presuntivos ou aparentes) que, de fato, sucederam ao monarca saudita são representados em negrito.
A lista inclui nobres a partir de 1932, quando a Casa de Saud unificou os pequenos monarcas regionais da Península arábica formando a atual Arábia Saudita. Desde então, os monarcas sauditas têm sido os descendentes masculinos diretos do primeiro rei, Ibn Saud, cujos seis filhos mais velhos reinaram sobre o país. O herdeiro saudita é formalmente eleito ou apontado como tal pelo monarca incumbente e reconhecido pelo Conselho de Alinhamento, passando a receber o título de "Príncipe Herdeiro". 

## Herdeiros ao trono saudita
| Monarca  | Herdeiro                    | Condição          | Relação com o monarca | Período               | Período               |
| -------- | --------------------------- | ----------------- | --------------------- | --------------------- | --------------------- |
| Ibn Saud | Saud, Príncipe Herdeiro     | Herdeiro aparente | Filho                 | 11 de maio de 1933    | 9 de novembro de 1953 |
| Saud     | Faisal, Príncipe Herdeiro   | Herdeiro aparente | Irmão                 | 9 de novembro de 1953 | 2 de novembro de 1964 |
| Faisal   | Muhammad, Príncipe Herdeiro | Herdeiro aparente | Irmão                 | 2 de novembro de 1964 | 2 de março de 1965    |
| Faisal   | Khalid, Príncipe Herdeiro   | Herdeiro aparente | Irmão                 | 29 de março de 1965   | 25 de março de 1975   |
| Khalid   | Fahd, Príncipe Herdeiro     | Herdeiro aparente | Irmão                 | 25 de março de 1975   | 13 de junho de 1982   |
| Fahd     | Abdullah, Príncipe Herdeiro | Herdeiro aparente | Irmão                 | 13 de junho de 1982   | 1 de agosto de 2005   |
| Abdullah | Sultão, Príncipe Herdeiro   | Herdeiro aparente | Irmão                 | 1 de agosto de 2005   | 22 de outubro de 2011 |
| Abdullah | Nayef, Príncipe Herdeiro    | Herdeiro aparente | Irmão                 | 29 de outubro de 2011 | 16 de junho de 2012   |
| Abdullah | Salman, Príncipe Herdeiro   | Herdeiro aparente | Irmão                 | 16 de junho de 2012   | 23 de janeiro de 2015 |
| Salman   | Muqrin, Príncipe Herdeiro   | Herdeiro aparente | Irmão                 | 23 de janeiro de 2015 | 29 de abril de 2015   |
| Salman   | Muhammad, Príncipe Herdeiro | Herdeiro aparente | Sobrinho              | 29 de abril de 2015   | 21 de junho de 2017   |
| Salman   | Mohammad, Príncipe Herdeiro | Herdeiro aparente | Filho                 | 21 de junho de 2017   | Imcumbente            |